# VWC2
VWC2 (англ. Von Willebrand factor C domain containing 2) – білок, який кодується однойменним геном, розташованим у людей на 7-й хромосомі. Довжина поліпептидного ланцюга білка становить 325 амінокислот, а молекулярна маса — 35 282.
| 10         |  | 20         |  | 30         |  | 40         |  | 50         |
| ---------- |  | ---------- |  | ---------- |  | ---------- |  | ---------- |
| MPSSTAMAVG |  | ALSSSLLVTC |  | CLMVALCSPS |  | IPLEKLAQAP |  | EQPGQEKREH |
| ASRDGPGRVN |  | ELGRPARDEG |  | GSGRDWKSKS |  | GRGLAGREPW |  | SKLKQAWVSQ |
| GGGAKAGDLQ |  | VRPRGDTPQA |  | EALAAAAQDA |  | IGPELAPTPE |  | PPEEYVYPDY |
| RGKGCVDESG |  | FVYAIGEKFA |  | PGPSACPCLC |  | TEEGPLCAQP |  | ECPRLHPRCI |
| HVDTSQCCPQ |  | CKERKNYCEF |  | RGKTYQTLEE |  | FVVSPCERCR |  | CEANGEVLCT |
| VSACPQTECV |  | DPVYEPDQCC |  | PICKNGPNCF |  | AETAVIPAGR |  | EVKTDECTIC |
| HCTYEEGTWR |  | IERQAMCTRH |  | ECRQM      |  |            |  |            |

A: Аланін

C: Цистеїн

D: Аспарагінова кислота

E: Глутамінова кислота

F: Фенілаланін

G: Гліцин

H: Гістидин

I: Ізолейцин

K: Лізин

L: Лейцин

M: Метіонін

N: Аспарагін

P: Пролін

Q: Глутамін

R: Аргінін

S: Серин

T: Треонін

V: Валін

W: Триптофан

Локалізований у клітинних контактах, позаклітинному матриксі, базальній мембрані, синапсах.
Також секретований назовні.